# 司迪克
司迪克（？—1930年代？），新疆拜城人，清朝回部王公——拜城回部辅国公。

## 生平
清朝末年，回部回子世袭王公共有六员：哈密亲王、吐鲁番郡王、库车郡王、拜城辅国公、阿克苏郡王衔贝勒、和阗辅国公。清朝有世袭王公入觐年班，光绪三十三年（1907年）应当轮到拜城辅国公司迪克入京朝觐，但是司迪克因为手足生疮故奏请延至次年朝觐，甘肃新疆巡抚联魁为此奏请光绪帝批准，光绪帝批示：“著照所请理藩部知道” 。司迪克于光绪三十四年（1908年）到北京朝觐。
1910年至1912年，司迪克出任清朝资政院外藩王公世爵议员，代表回部。